# Somchai Chantarasamrit
Somchai Chantarasamrit (nascido em 1 de novembro de 1944) é um ex-ciclista tailandês. Representou sua nação nos Jogos Olímpicos de Verão de 1964 e 1968.